# (2395) Aho
(2395) Aho (1977 FA; 1967 JB; 1974 SS1; 1977 DC2; 1979 QO1, 1982 BN1) ist ein ungefähr 20 Kilometer großer Asteroid des äußeren Hauptgürtels, der am 17. März 1977 von den US-amerikanischen Astronomen Richard Eugene McCrosky, Cheng-yuan Shao, G. Schwartz und J. H. Bulger am Oak-Ridge-Observatorium (damals als Agassiz Station Teil des Harvard-College-Observatorium) (IAU-Code 801) entdeckt wurde.

## Benennung
(2395) Aho wurde nach dem Astronomen Arne J. Aho benannt.